# Lucemburkové
Lucemburkové byli vládnoucí dynastií ve Svaté říši římské a v českém království ve 14. a první polovině 15. století. Nejvýznamnějším panovníkem byl Karel IV.
Od roku 1196 vládli v lucemburském hrabství. Lucemburkové získali roku 1308 říšskou korunu a vládli v říši do roku 1437 (s výjimkou let 1313–1346 a 1400–1410). Po vymření Přemyslovců po meči (1306) se stali druhou českou královskou dynastií. Zemím Koruny české vládli v letech 1310–1437. V letech 1373–1415 drželi Braniborsko, v roce 1387 získali uherský trůn. Dynastie vymřela smrtí Zikmunda Lucemburského.

## Původ a mocenský růst

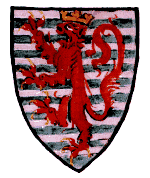
Znak hrabat lucemburských

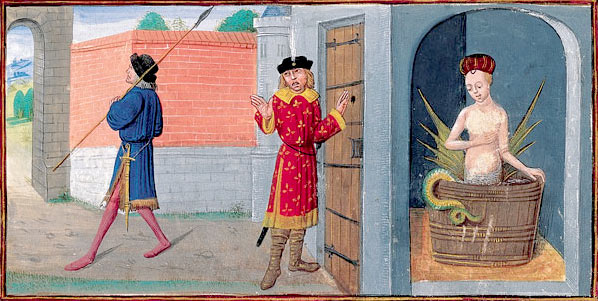
Meluzína v lázni (středověká iluminace)

Podle spisu Jana z Arrasu odvozovali Lucemburkové svůj původ od bájné víly Meluzíny. Skutečnou zakladatelkou rodu však byla hraběnka Ermesinda (asi 1186 – 1247), jediný potomek hraběte Jindřicha IV. Slepého. Lucemburkové pocházejí z jejího manželství s Walramem, hrabětem Limburským (proto byli někdy označováni i jako rod limburský).
Původní državou rodu bylo nevelké hrabství lucemburské na západní hranici Svaté říše římské, dnes území velkovévodství Lucemburského a belgické provincie Luxembourg.
Mocenský vzestup Lucemburků na přelomu 13. a 14. století souvisel se strategickým spojenectvím s Francií, jejíž zájmy v Říši zastupovali. Prvním úspěchem bylo zvolení Balduina Lucemburského na stolec trevírského kurfiřta – arcibiskupa. Ten se tak stal jedním z nejmocnějších mužů říše.
Roku 1308 se rodu lucemburských hrabat dostalo největší cti: Jindřich VII. Lucemburský byl po násilné smrti Albrechta Habsburského zvolen králem v římskoněmecké říši. Poté, co roku 1306 vymřeli Přemyslovci, byl Jindřichovi roku 1309 nabídnut český trůn pro jeho jediného syna Jana. V Janovi Lucemburském se protnuly hned tři nástupnické principy: otec mu udělil Čechy v léno, oženil se s Eliškou Přemyslovnou a šlechta ho uznala za krále. Kariéra Janova otce byla krátká a oslnivá: roku 1312 byl korunován císařem, ale o rok později zemřel. Jan Lucemburský v českých zemích zůstal cizincem, posloužily mu ovšem jako odrazový můstek pro výrazné ovlivňování evropské politiky.

## Zlatý věk
Janův syn Karel IV. se jako první český král stal císařem Svaté říše římské. Praha se stala vedle Říma a Paříže přední evropskou metropolí. Po založení Nového Města pražského a rozšíření Menšího Města pražského (Malé Strany) se stala třetím největším městem Evropy (po Římě a Konstantinopoli). Vznikla zde nejstarší univerzita na sever od Alp a na východ od Rýna (nejstarší univerzita ve Svaté říši římské). Doba panování Karla IV. a Václava IV. znamenala největší rozkvět Českého království vůbec.

## Boje o moc

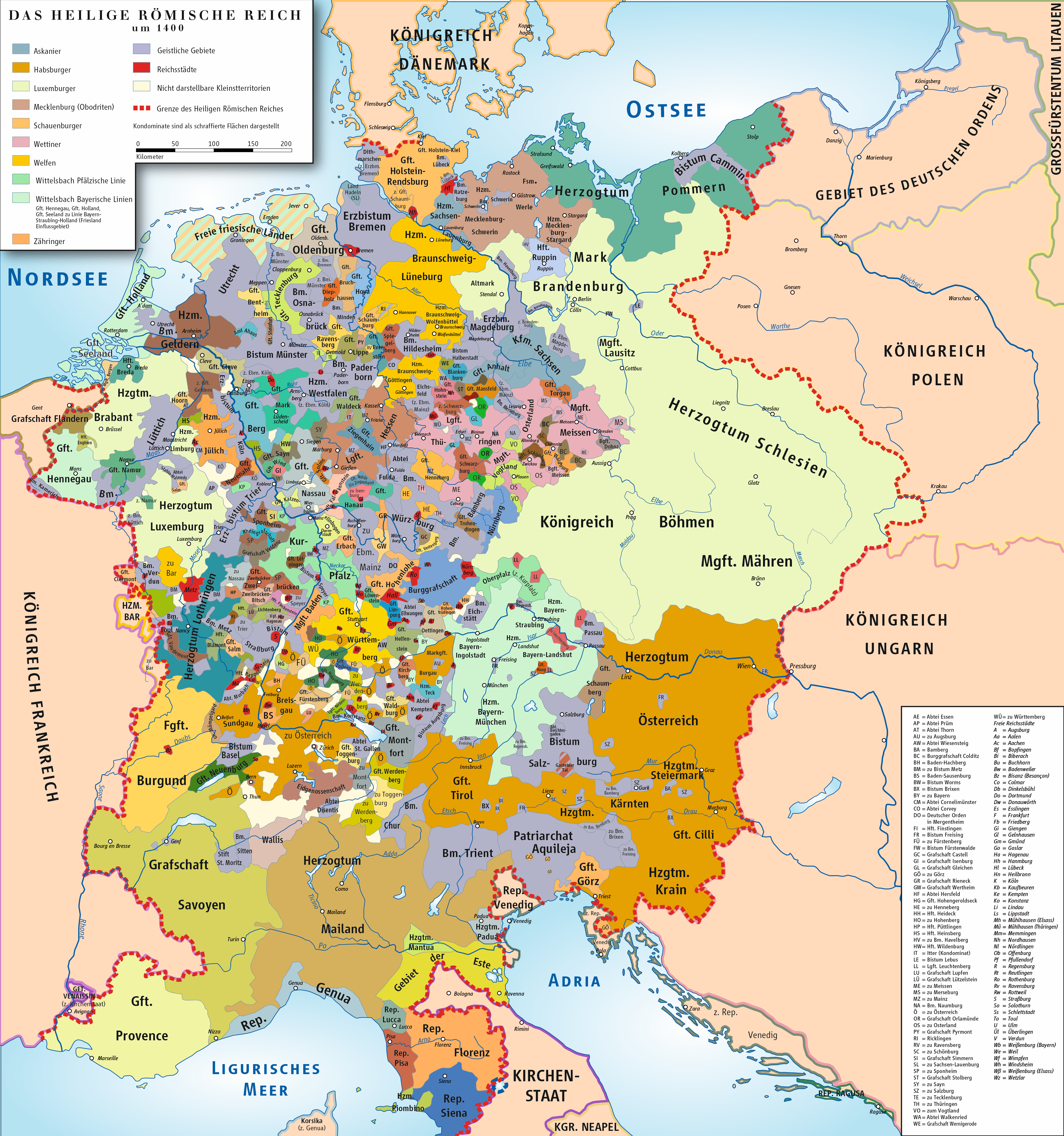
Svatá říše římská se zeměmi Koruny české kolem roku 1400

Podle závěti svého otce udělil Karel IV. mladšímu bratrovi Janu Jindřichovi v léno Moravu a pamatoval na všechny své příbuzné. V té době bylo lucemburské příbuzenstvo početné, což se brzy mělo změnit. Karel měl tři syny: Václava IV., Zikmunda a Jana Zhořeleckého; Jan Jindřich rovněž tři: Jošta, Prokopa a Jana Soběslava. Po smrti Karla a Jana Jindřicha se stupňovala rivalita Václava IV. a Zikmunda, moravští bratranci zase bojovali mezi sebou o vládu nad Moravou a zapojovali se i do bojů o český trůn. O císařský trůn bojovaly obě větve zároveň: Václav IV., Zikmund a Jošt Moravský, a s nimi Wittelsbach Ruprecht Falcký. „Vítězem“ se stal Zikmund, který všechny své rivaly přežil o mnoho let. Vládu v Čechách ale mohl nastoupit až po skončení válek s husity. Zemřel jako poslední legitimní Lucemburk ve Znojmě 9. prosince 1437.

## Nástupnictví
Císař Zikmund za nástupce určil manžela své jediné dcery Albrechta, po Albrechtově brzké smrti tituly zdědil jejich jediný syn Ladislav Pohrobek. Římská koruna přešla na Habsburky, kteří si ji s přestávkami udrželi až do roku 1806. V českém a uherském státě aristokracie po Pohrobkově smrti odmítla nástupnictví dalších příbuzných a zvolila si krále ze svého středu (Jiří z Poděbrad a Matyáš Korvín), po jejich smrti se ale navrátila k Vladislavovi II. Jagellonskému, vnukovi Albrechta II. a pravnukovi císaře Zikmunda.
Poslední Lucemburk po meči byl zřejmě Jiří Lucemburský, nemanželský syn markraběte Prokopa, který zemřel jako benediktinský mnich v klášteře v Monte Cassinu roku 1457. Jako levoboček ale neměl právo nástupnictví, a tak ho historie téměř nepřipomíná.
Vedle lucemburské dynastie ovšem existovala další linie rodu Lucemburků, potomků bratrance císaře Jindřicha, která přežila královskou linii o mnoho staletí, a na kterou upomíná například slavný Lucemburský palác v Paříži. Protože k oddělení obou větví došlo dlouho před nástupem Lucemburků na český trůn, neměla tato větev rodu samozřejmě nástupnické právo a do našich dějin téměř nezasáhla. Vládla např. v Ligny, Saint-Pol nebo Brienne. K vymření této větve po meči došlo roku 1616 smrtí Jindřicha, hraběte z Ligny, jehož otec získal titul vévoda z Piney, ale poslední mužský potomek uznaného levobočka Antoina, „Bastarda z Brienne“, Jan III. ze Chapelle zemřel roku 1670. Stejně jako u Habsburků se jméno používalo i nadále ve spojení s jiným rodem např. Montmorency-Luxembourg.

## Seznam Lucemburků vládnoucích v českých zemích
- Jan Lucemburský (1310–1346)

Znak Jana Lucemburského

- Karel IV. – římský císař (1346–1378) (vlastnil Karlštejn)
- Václav IV. – římský král (1378–1419)
- Zikmund Lucemburský – římský císař (1433–1437) a uherský král (1420–1437)

## Moravští Lucemburkové
- Jan Jindřich
- Jošt Lucemburský, též římský král
- Jan Soběslav Lucemburský
- Prokop
- Dá se říct i Karel IV. Lucemburský, Jan.

## Další známí Lucemburkové
- Václav Lucemburský
- Jindřich VII. Lucemburský
- Balduin Lucemburský, arcibiskup a říšský kurfiřt
- Jan Zhořelecký
- Eliška Zhořelecká
- Anna Lucemburská

## Rodokmen
- Walram III. Limburský ∞ Ermesinda Lucemburská
  - Jindřich V. Lucemburský
    - Jindřich VI. Lucemburský
      - Jindřich VII. Lucemburský
        -  Jan Lucemburský
          - Jitka Lucemburská ∞ Jan II. Francouzský
            -  Filip II. Burgundský
              -  Jan I. Burgundský
                -  Filip III. Burgundský, vévoda Lucemburský

          - Karel IV.
            - Václav IV.
            - Zikmund Lucemburský
              -  Alžběta Lucemburská, manžel Albrecht II. Habsburský

            - Jan Zhořelecký
              -  Eliška Zhořelecká, vévodkyně Lucemburská

            -  Anna Lucemburská, manžel Richard II. Plantagenet

          - Jan Jindřich
            - Jošt Moravský
            - Prokop Lucemburský
            -  Jan Soběslav

          -  Václav Český

      - Walram Lucemburský
      -  Balduin Lucemburský

    -  Walram I. Lucemburský
      -  Walram II. Lucemburský
        -  Jan I. z Ligny
          -  Guy z Ligny
            - Walram III. z Ligny
            -  Jan Lucemburský z Beauvoiru
              - Petr I. Lucemburský
                -  Ludvík Lucemburský ze Saint-Pol
                  - Petr II. Lucemburský
                    -  Marie Lucemburská

                  -  Antonín Lucemburský

              -  Jan II. Ligny